# Страна мёда
«Страна мёда» (макед. Медена земја) — македонский документальный фильм режиссёров Тамары Котевски и Любомира Стефанова. Мировая премьера состоялась на фестивале «Сандэнс» 28 января, после чего 26 июля 2019 года в США состоялся кинотеатральный релиз. Лучший фильм года по версии The New York Times. Он получил две номинации на «Оскар» — лучший документальный фильм и лучший фильм на иностранном языке, что делает его первым фильмом, получившим номинацию в обеих категориях и вторым северомакедонским номинантом после картины Мильчо Манчевски «Перед дождём».

## Сюжет
В центре истории жизнь пчеловода Хатидже Муратовой в отдалённой горной деревне Бекирлия в Северной Македонии, её ежедневном труде и изменениях, произошедших после прибытия семьи кочевников в соседний дом.
Первоначально задуманный как поддерживаемый правительством документальный короткометражный фильм о регионе, окружающем реку Брегальница в центральном регионе страны, фильм в итоге концентрирует своё внимание на истории конкретного человека. Съёмки длились три года, а режиссёры сняли в общей сложности четыреста часов материала. В документальном фильме рассматриваются несколько экологических тем, таких как изменение климата, утрата биоразнообразия и эксплуатация природных ресурсов.